# Porfirogenetova palača
Porfirogenetova palača (grško τὸ Παλάτιον τοῦ Πορφυρογεννήτου), v turščini znana kot Tekfur Sarayı (dob. 'Vladarska palača'), je bizantinska palača iz poznega 13. stoletja v severozahodnem delu starega mesta Konstantinopel (današnji Carigrad, Turčija). Gre za prizidek večje palače Blaherne in je najbolje ohranjena od treh preživelih bizantinskih palač (skupaj z ruševinami palače Bukoleon in ruševinami Velike palače z ohranjenimi podkonstrukcijami, pridobljenimi mozaiki in stoječi del Magnaure) in eden redkih razmeroma nedotaknjenih primerov poznobizantinske posvetne arhitekture na svetu.
Leta 2021 je bila po popolni obnovi in prenovi strehe odprta za javnost kot muzej. Prikazuje primere vrst lončenine in ploščic iz opuščenih palačnih stavb v 18. stoletju.

## Zgodovina
Palača je bila zgrajena v poznem 13. ali zgodnjem 14. stoletju kot del kompleksa palače Blaherne, kjer se Teodozijevo obzidje združi s kasnejšim obzidjem predmestja Blaherne. Ime palače je znano po poročilih bizantinskega zgodovinarja Mihaela Kritobula, ki je opisal in poimenoval palačo med osmanskim obleganjem Konstantinopla leta 1453. Čeprav se na prvi pogled zdi, da je palača poimenovana po cesarju iz 10. stoletja Konstantinu VII. Porfirogenetu, je bila zgrajena dolgo po njegovem času in je v resnici poimenovana po Konstantinu Paleologu, sinu cesarja Mihaela VIII. Paleologa. »Porfirogenet«, ki dobesedno pomeni »rojen v škrlatu«, je nakazoval otroka, rojenega vladajočemu cesarju. Cesar bi z balkona razkazoval novorojenega dediča in ga dal razglasiti za Cezarja Orbija ali 'vladarja sveta'. Zdi se, da je palača nenamerno služila tudi kot rezidenca za uzurpatorje in cesarje na čakanju. Tam je živel Andronik III. Paleolog, dokler se njegov dedek ni popolnoma odpovedal prestolu. Ob koncu bizantinske državljanske vojne 1341–1347 je Ivan VI. Kantakuzen ostal v palači, medtem ko se je pogajal o regentstvu Ivana V. Paleologa s cesarico Ano Savojsko. Regentstvo se je končalo z drugo državljansko vojno in Ivan V. Paleolog je živel v palači, medtem ko je dokončal odstranitev Ivana VI. Kantakuzena z oblasti. Palača je služila kot cesarska rezidenca v zadnjih letih Bizantinskega cesarstva.
Palača je utrpela veliko škodo zaradi svoje bližine zunanjemu obzidju med osmansko osvojitvijo Konstantinopla leta 1453. Kasneje so jo uporabljali za najrazličnejše namene. V 16. in 17. stoletju je bil v njej del sultanove menažerije. Živali so do konca 17. stoletja preselili drugam, stavbo pa so uporabljali kot bordel. Od leta 1719 je bila ustanovljena lončarska delavnica Tekfur Sarayı, ki je začela proizvajati keramične ploščice v slogu, podobnem İzniškim ploščicam, vendar pod vplivom evropskih modelov in barv. Delavnica je imela pet peči, izdelovala pa je tudi posode in posodo. Trajala je približno stoletje, preden je prenehala poslovati, do prve polovice 19. stoletja pa je stavba postala ubožnica za carigrajske Jude. V zgodnjem 20. stoletju so jo za kratek čas uporabljali kot tovarno steklenic, preden so jo opustili. Posledično je kot eden redkih ohranjenih primerov posvetne bizantinske arhitekture preživela le dovršena zunanja fasada iz opeke in kamna.
Julija 2010 je bila palača deležna obsežne obnove. Marca 2015 so ji nadzidali novo streho in vgradili okna. Od leta 2021 je palača postala muzej z lesenimi tlemi in novim stopniščem.

## Arhitektura
Palača je bila velika trinadstropna stavba med notranjimi in zunanjimi utrdbami severnega vogala Teodozijevega obzidja. Je zadnji preostali del poznobizantinske palače Blaherne in je morda služil kot del paviljona.
V pritličju je štiriobočna arkada, ki se odpira na dvorišče (danes se uporablja za koncerte), na katero gleda pet velikih oken v prvem nadstropju. Srednji nivo je bil uporabljen za stanovanja. Zgornje nadstropje stavbe štrli nad stene in ima okna na vseh štirih straneh ter je služilo kot velika dvorana za občinstvo. Na vzhodni strani je balkon. Stene so bogato okrašene z geometrijskimi motivi z uporabo rdeče opeke in belega marmorja, značilnega za poznobizantinsko obdobje.

## Galerija
- Ostanki kapele (južna stena, pred obnovo)
- Detajli marmorne dekoracije (južna stena, pred obnovo)
- Ostanki kapele (po obnovi)
- Palača, vidna v ozadju (pred obnovo), s Teodozijevim obzidjem
- leta 2015